# Кривопавловка
 Кривопавловка — деревня в Татищевском районе Саратовской области в составе сельского поселения Вязовское муниципальное образование.

## География
Находится на расстоянии примерно 25 километров по прямой на северо-восток от районного центра поселка Татищево.

## История
Официальная дата основания 1743 год. Деревня упоминается с 1752 года как хутор умершего саратовского бургомистра Ивана Кривопалова.

## Население
Постоянное население составляло 5 человек в 2002 году (русские 100 %), 13 в 2010.